# Sławomir Tronina
Sławomir Tronina (ur. 12 lipca 1960 w Łodzi) – polski żużlowiec.
Sport żużlowy uprawiał w latach 1978–1996 w barwach klubów Orzeł Łódź (1978–1980, 1995–1996), Motor Lublin (1981–1983), Unia Tarnów (1984–1991), Victoria Rolnicki Machowa (1992) oraz Wanda Kraków (1993–1994).
Finalista młodzieżowych indywidualnych mistrzostw Polski (Zielona Góra 1981 – XIV miejsce). Trzykrotny finalista mistrzostw Polski par klubowych (Toruń 1986 – VII miejsce, Ostrów Wielkopolski 1987 – VI miejsce, Leszno 1989 – V miejsce). Finalista turnieju o "Złoty Kask" (1989 – XI miejsce).